# Nian Hao
Een Chinese Jaartitel (nian hao of nianhao) is de naam die een Chinese keizer van tevoren aan zijn regeerperiode gaf en kan worden beschouwd als een slogan of als een motto. De jaartitel bestond meestal uit twee karakters en had altijd een positieve betekenis. Tot aan de Ming-tijd kozen veel keizers gedurende hun regeerperiode meerdere jaartitels na elkaar. In de officiële jaartelling werd bij elke verandering van jaartitel het jaar volgend op de verandering weer beschouwd als jaar één (元 yuan) van de nieuwe periode. Het maakte daarbij niet uit of de verandering van jaartitel werd gedaan door een regerende keizer of door een nieuwe keizer. Kennis van de jaartitels is dan ook van belang om voor de juiste datering van gebeurtenissen. De jaartitels verschenen onder andere op de Chinese munten, die daarmee een propagandamiddel werden.
Keizer Wu (141-87 v.Chr.) was de eerster keizer die voor zijn gehele regeerperiode jaartitels aannam. Hij koos als eerste jaartitel jianyuan (建元),  letterlijk: Vestiging van de Eerste. Wudi veranderde gedurende zijn lange regeerperiode nog tien maal van jaartitel. Sommige jaartitels werden door meerdere keizers gebruikt, een jaartitel was dus niet uniek. De keizer bepaalde zelf wanneer de jaartitel werd veranderd. De eerste Ming-keizer, met als jaartitel Hongwu (grote militair), bepaalde in 1368 dat elke keizer nog slechts één jaartitel voor zijn regeerperiode mocht gebruiken. Dit voorschrift is tot 1912 door (bijna) elke keizer opgevolgd. De meest gebruikelijke manier om naar de keizers van de Ming en Qing-dynastie te verwijzen is dan ook met hun jaartitel en niet meer met hun tempelnaam, zoals dat sinds de Tang-dynastie gebruikelijk was.
In de Republiek China worden officiële gebeurtenissen gedateerd als jaar van de Minguo, (民國, de Republiek). Die periode begon op 1 januari 1912 en is te beschouwen als een jaartitel zonder keizer. Na de vestiging van de Volksrepubliek in 1949 werd dit systeem op het vasteland van China afgeschaft. Het wordt echter nog steeds gebruikt op Taiwan, daar begon op 1 januari 2011 het 100e jaar van het tijdperk van de Republiek. 
De gewoonte van jaartitels werd overgenomen door Korea, Vietnam en Japan en verder door heersers van een aantal kleinere, niet-Chinese randstaten, zoals de Jin-dynastie van de Jurchen, de Liao-dynastie van de Kitan en de Westelijke Xia-dynastie van de Tangut. In Japan wordt dit systeem nog steeds gebruikt (nengō, 年号, letterlijk jaar nummer).